# Pelmatosilpha cothurnata
Pelmatosilpha cothurnata är en kackerlacksart som först beskrevs av Giglio-Tos 1898.  Pelmatosilpha cothurnata ingår i släktet Pelmatosilpha och familjen storkackerlackor.
Artens utbredningsområde är Ecuador. Inga underarter finns listade i Catalogue of Life.